# الوريكة (دوعن)
'

تعديل مصدري - تعديل

الوريكة هي إحدى قرى عزلة صيف بمديرية دوعن التابعة لمحافظة حضرموت، بلغ تعداد سكانها 153 نسمة حسب تعداد اليمن لعام 2004.